# Tattoo
„Tattoo” este un cântec al interpretei americane Jordin Sparks. Piesa a fost compusă de Stargate și a fost inclusă pe primul material de studio al artistei, Jordin Sparks. „Tattoo” a ocupat poziții de top 10 în Australia, Canada și Statele Unite ale Americii, activând moderat și clasamentele din Bulgaria, Germania sau Noua Zeelandă.

## Clasamente
| Clasament                 | Poziția maximă | Referință |
| ------------------------- | -------------- | --------- |
| Australian Singles Chart  | 5              | [ 2 ]     |
| Austrian Singles Chart    | 45             | [ 2 ]     |
| Bulgaria Singles Chart    | 12             | [ 2 ]     |
| Canadian Hot 100          | 3              | [ 2 ]     |
| Dutch Top 40              | 19             | [ 2 ]     |
| Euro 200                  | 28             | [ 3 ]     |
| German Singles Chart      | 19             | [ 2 ]     |
| Irish Singles Chart       | 48             | [ 2 ]     |
| New Zealand Singles Chart | 12             | [ 2 ]     |
| Portuguese Singles Chart  | 34             | [ 2 ]     |
| Romanian Top 100          | 54             | [ 4 ]     |
| Swedish Singles Chart     | 26             | [ 2 ]     |
| UK Singles Chart          | 24             | [ 2 ]     |
| U.S. Billboard Hot 100    | 8              | [ 2 ]     |
| United World Chart        | 14             | [ 2 ]     |